# Comanche 2
Comanche 2 est un jeu vidéo de combat aérien développé et édité par NovaLogic, sorti en 1995 sur DOS. Le joueur y pilote un RAH-66 Comanche.

## Werewolf vs. Comanche
Le jeu a été intégré dans une compilation qui intègre un second jeu, Werewolf, dans lequel le joueur pilote un hélicoptère russe Kamov Ka-50 « Werewolf ».

## Accueil
- AllGame : 2,5/5[1]